# Ozemlje
Ozemlje je izraz za večje ali manjše geografsko območje. Predstavlja del površja Zemlje, ki pripada političnim ali upravnim enotam (npr. »državno ozemlje«, »tuje ozemlje«), plemenom, kulturam, živalskim skupinam; zgodovinskim dogodkom (npr. »osvobojeno ozemlje«); ali pa se nanaša na kak drug geografski pojem (npr. »ozemlje južno od Pekinga«).